# Zittende Jan van Schaffelaar
De Zittende Jan van Schaffelaar is een beeld in Barneveld in de Nederlandse provincie Gelderland. Het beeldhouwwerk werd in 2017 gemaakt door kunstenaar Jan-Carel Koster in opdracht van de gemeente Barneveld. 
Het beeld staat aan het einde van het Dijkje voor het gemeentehuis, op de kruising met het Raadhuisplein, de Nieuwstraat en de Nairacstraat. Bij de Barneveldse kerktoren, waar Jan van Schaffelaar vanaf sprong, stond al een staand beeld van deze Kabeljauwse legeraanvoerder. Om het in 2017 opgeknapte wandelgebied te benadrukken werd gekozen voor een zittende figuur, uitrustend op een bankje. Door de plaatsing van het beeld tussen twee bankjes kan iedereen zich met Van Schaffelaar identificeren door naast hem te gaan zitten. Mede door de plaatsing van de sculptuur kwam het prominente beeld Ei 2011 iets meer op de achtergrond. 

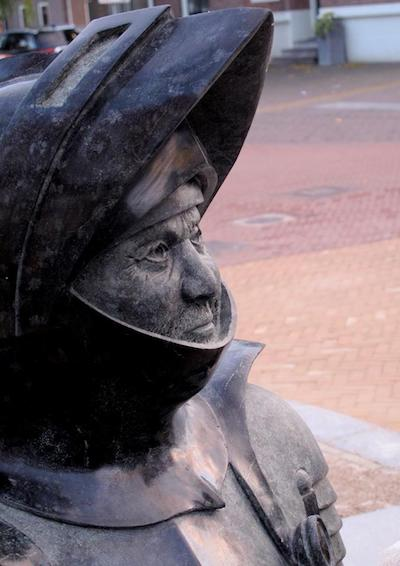
Gezicht van Jan van Schaffelaar

Het beeld is gemaakt van een grote diabassteen uit het zuiden van Duitsland. Deze vorstbestendige donkergroene, bijna zwarte steen is voor een deel gepolijst en voor de rest ruw gelaten. Het beeld heeft een hoogte van 1.62 meter en weegt ongeveer 900 kilogram. Koster gebruikte als oud-Barnevelder de replica van het harnas uit Museum Nairac als leidraad voor de wapenuitrusting. 
Voor het hoofd onder de helm stond de vader van de kunstenaar, Chris(tiaan) Koster, model.